# Auguste-Jean-Simon Roux
Auguste-Jean-Simon Roux, né le 23 décembre 1790 à Paris et mort le 19 février 1876 à Saint-Mandé, est un peintre français.

## Biographie

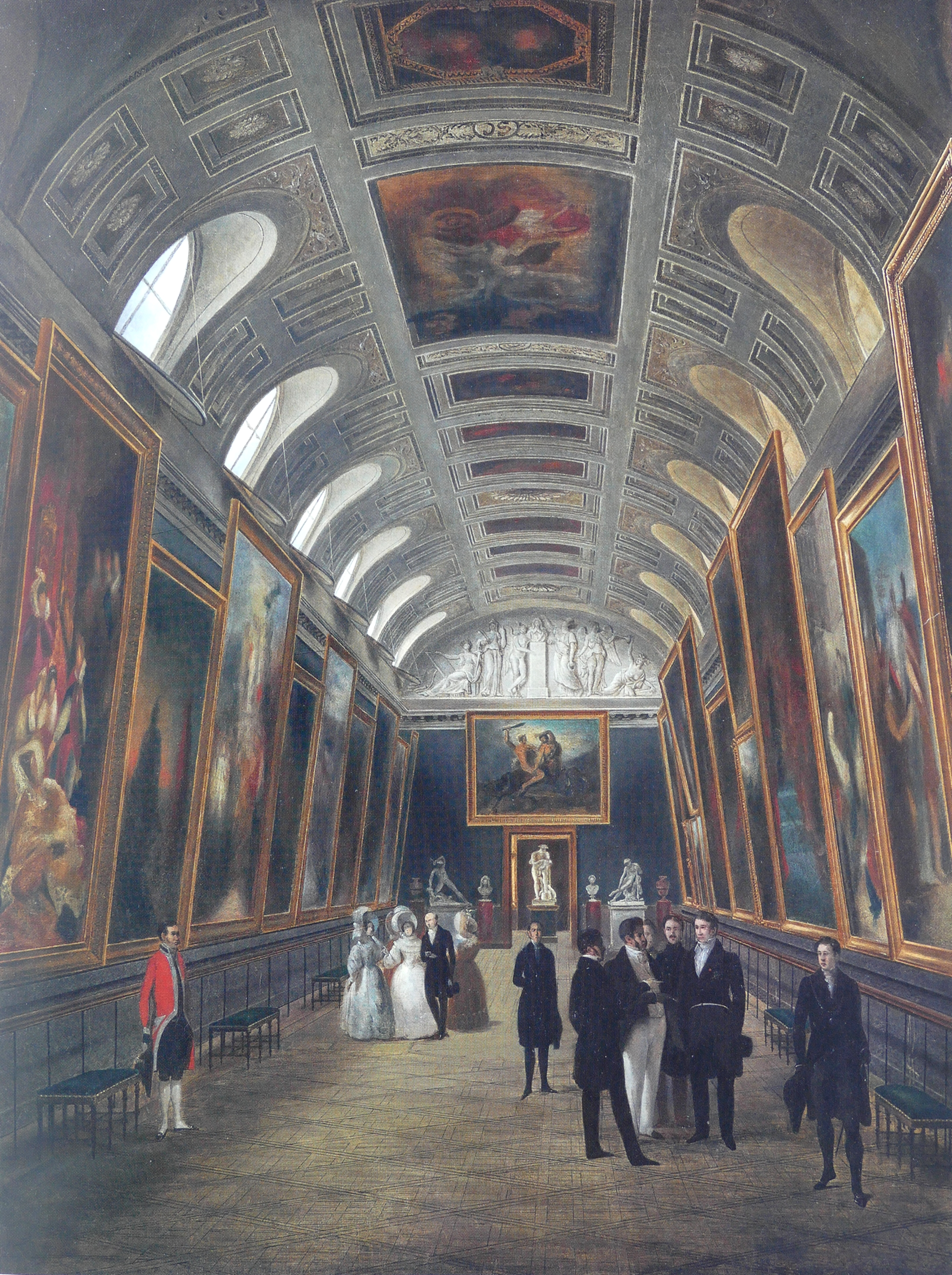
Louis-Philippe et Marie-Amélie visitant le musée du Luxembourg, 1839.

Auguste-Jean-Simon Roux est le fils de Simon Roux, maître joailler et capitaine aide-major du bataillon des cordeliers, et de Marie Geneviève Tournade.
En 1817, il épouse Anne Angélique Adèle Zoppi.
Le couple vit au no 4 de la rue du Petit-Bourbon-Saint-Sulpice.
En 1836, sa mère âgée de 82 ans meurt à Paris.
Il expose pour la première fois au Salon en 1839 en présentant son Intérieur du Musée du Luxembourg, puis en 1846 Le vitrier ; intérieur pris à Chatou et en 1847 une Vue de l’Hôtel-de-Ville de Paris ; effet de l’illumination du 1er mai.
Il devient plus tard joailler, et vit au no 18 de la Place du Louvre (selon la demande de rétablissement de l'acte de naissance de son fils Marie Pierre Gustave Roux (1820-1900) en date de 1872).
Il meurt à son domicile de Saint-Mandé à l'âge de 85 ans. Il est inhumé au cimetière du Montparnasse.